# Vismianthus punctatus
Vismianthus punctatus är en tvåhjärtbladig växtart som beskrevs av Gottfried Wilhelm Johannes Mildbraed. Vismianthus punctatus ingår i släktet Vismianthus och familjen Connaraceae. Inga underarter finns listade i Catalogue of Life.